# Káranice
Káranice är en ort i Tjeckien. Den ligger i den centrala delen av landet, 80 km öster om huvudstaden Prag. Káranice ligger 235 meter över havet och antalet invånare är 176.
Terrängen runt Káranice är platt. Runt Káranice är det ganska tätbefolkat, med 75 invånare per kvadratkilometer. Närmaste större samhälle är Pardubice, 19,9 km sydost om Káranice. Trakten runt Káranice består till största delen av jordbruksmark.